# Surlari
Surlari – wieś w Rumunii, w okręgu Ilfov, w gminie Petrăchioaia. W 2011 roku liczyła 620 mieszkańców.